# Анаплазма
Анаплазми (лат. Anaplasma) — рід родини Ehrlichiaceae порядку Rickettsiaceae: кровопаразити жуйних тварин і людини.
Форма тіла округла, діаметр до 1 мкм. Розмножуються розподілом. Поширені анаплазми по всій земній кулі.Спричинюють захворювання крові (анаплазмози). У червоних кров'яних клітинах великої рогатої худоби паразитує Anaplasma marginale типовий, у овець і кіз ≈Anaplasma ovis. Гранулоцитарний анаплазмоз людини спричинює Anaplasma phagocytophilum